# Muktinath
Muktinath (em nepali: मुक्तिनाथ) é uma aldeia e village development committee (lit.: "comité de desenvolvimento de aldeia") do distrito de Mustang, da zona de Dhaulagiri da região Oeste do Nepal. Em 2011 tinha 628 habitantes e 198 casas de habitação. Muktinath é contígua com a aldeia vizinha de Ranipauwa, a qual é por vezes tomada como parte de Muktinath.
A aldeia situa-se a cerca de 3 700 m de altitude, acima do vale do Jhong Khola, um afluente da margem esquerda (oriental) do Kali Gandaki, a oeste de Jhong e Kagbeni, a nordeste de Jomsom e a oeste da portela de Thorong La. É célebre devido à proximidade desta portela, uma das únicas passagens entre os lados oriental e ocidental do maciço do Annapurna, e pelo seu templo, que é um local de peregrinação para hinduístas e budistas. O templo é um dos locais mais sagrados do mundo para os vixnuitas e para os budistas tibetanos, que o consideram um dos 24 locais tântricos.
O village development committee tem as seguintes aldeias:
- Chhuchhumb (3 340 m)
- Gumba (3 610 m)
- Khinga (3 380 m)
- Kunjok (3 380 m)
- Lhatuk (3 526 m)
- Lupra (3 020 m)
- Muktinath (3 664 m)
- Purang (3 576 m)
- Ranipauwa (3 664 m)
- Tonga (3 310 m)